# Reiner Meier

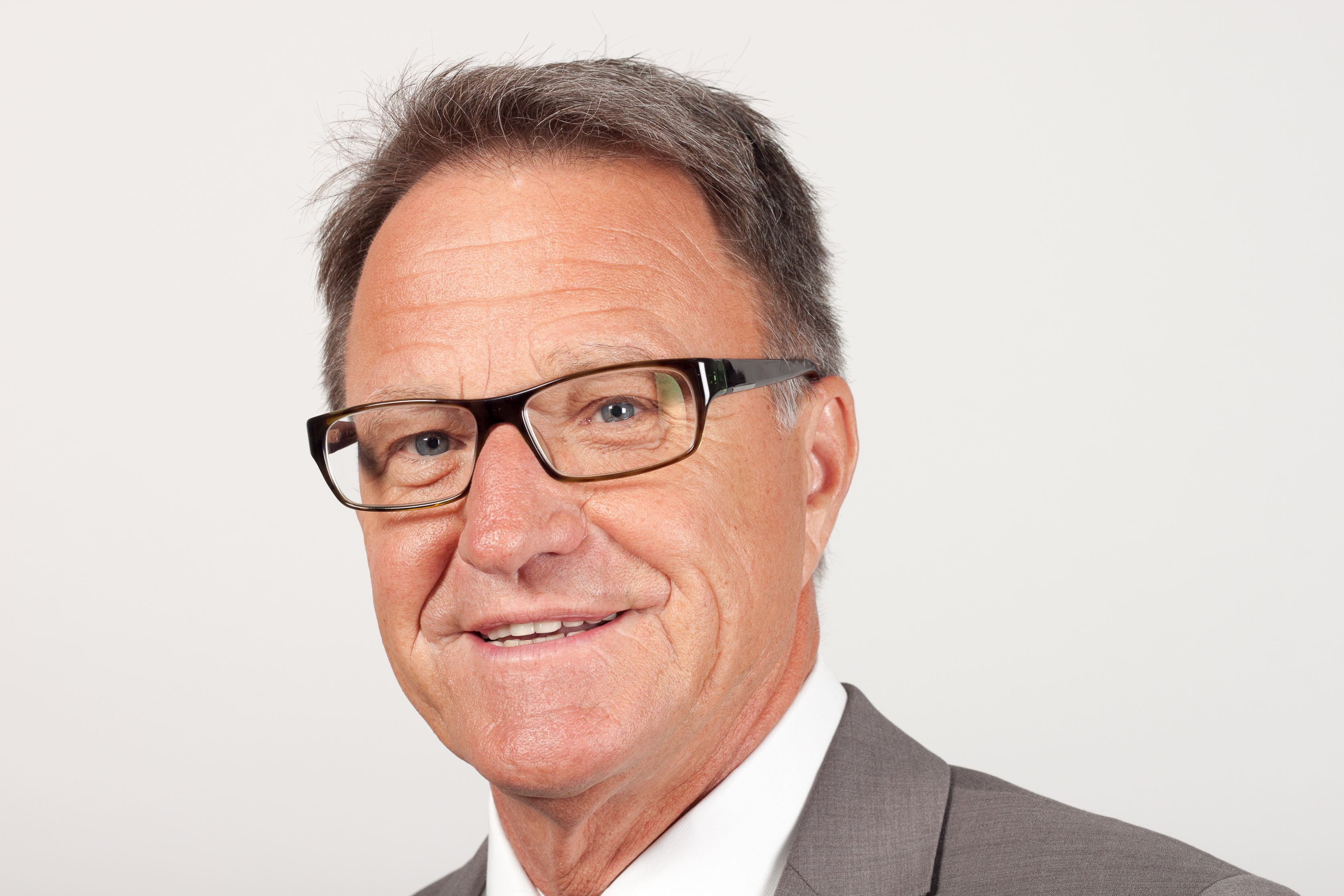
Reiner Meier (2014)

Reiner Meier (* 15. Oktober 1953 in Altmugl) ist ein deutscher Politiker (CSU).
Meier ist Diplom-Verwaltungswirt (FH). Bevor er in den Deutschen Bundestag einzog, war er Regierungsamtsrat am Landratsamt Tirschenreuth. 1973 trat er der CSU bei. Von 2006 bis 2008 leitete er das Bundestagsabgeordnetenbüro von Horst Seehofer und nach dessen Wechsel auf die Position des bayerischen Ministerpräsidenten das Büro des Parteivorsitzenden der Christlich-Sozialen Union. Meier ist CSA-Bezirksvorsitzender der Oberpfalz und stellvertretender Landesvorsitzender der CSA Bayern. Er ist zudem Mitglied des Kreistages Tirschenreuth.
Bei der Bundestagswahl 2013 am 22. September 2013 zog Meier über Platz 36 der CSU-Landesliste als Abgeordneter in den Bundestag ein. 
Meier war in der 18. Legislaturperiode des Deutschen Bundestags ordentliches Mitglied im Ausschuss für Gesundheit sowie stellvertretendes Mitglied im Ausschuss für Arbeit und Soziales und im Ausschuss für Bildung, Forschung und Technikfolgenabschätzung. Er war zudem stellvertretender Vorsitzender der Arbeitnehmergruppe der CDU/CSU-Bundestagsfraktion.
Nachdem Meier für die Bundestagswahl 2017 auf eine Nominierung im Bundestagswahlkreis Weiden verzichtet hatte, wurde er auf Platz 30 der CSU-Landesliste gewählt, verpasste aber aufgrund des CSU-Wahlergebnisses den Wiedereinzug in den Deutschen Bundestag.  